# Franquetvleerhond
De Franquetvleerhond (Epomops franqueti) is een soort vleerhond die voorkomt in Afrika van Ivoorkust tot in Soedan en zuidelijk tot in Zambia

## Beschrijving
Dit is een vrij kleine, bruine vleerhond met grote witte epauletten halverwege de schouder en wit op de buik en met witte vlekjes op de oren. Deze epauletvleerhond is 16,5 tot 18 cm lang en weegt 56 tot 160 gram (vrouwtjes lichter tot 115 gram). De epauletten zijn bij levende dieren mogelijk lastiger te zien dan bij opgezette exemplaren in musea, omdat ze verborgen kunnen worden in huidplooien bij de schouders.

## Verspreiding en leefgebied
De Franquetvleerhond komt voor in Angola, Benin, Kameroen, Centraal-Afrikaanse Republiek, het Kongogebied, Ivoorkust, Ghana, Nigeria, Rwanda, Soedan, Tanzania, Togo, Oeganda en mogelijk ook Zambia. De  Franquetvleerhond houdt zich op een groot aantal typen bos, van tropisch regenwoud en mangrovebos tot in savannen.

## Status
Het is een algemene soort en men veronderstelt dat de populatie-aantallen stabiel zijn. Daarom staat de Franquetvleerhond als niet bedreigd op de Rode Lijst van de IUCN.

## Gewoonten
Het zijn vrij schuwe dieren die overdag vrij hoog in de bomen (4 tot 6 meter) rusten, meestal alleen of in groepjes van twee of drie. 's Nachts gaan ze op zoek naar nectarrijke bloemen en vruchten. Ze voeden zich met bloembladeren, nectar en vruchten waarbij ze vooral zuigen. Ook vruchten worden eerder leeggezogen dan aangebeten. Echter, soms proppen ze de mond vol met vruchtvlees, kauwen op de vrucht, zuigen het sap eruit en spugen daarna de resten uit. Dit braaksel is vaak in grote hoeveelheden onder bomen te vinden.

## Voortplanting
Het mannetje brengt 's nachts hoge monotone fluittonen voort om een vrouwtje te lokken. Deze soort kan zich het gehele jaar voortplanten. De vrouwtjes werpen vaak twee keer per jaar, als er veel vijgen, guaven, bananen of andere vruchten voorhanden zijn.

## Rol bij de verspreiding van Ebola
De Franquetvleerhond is waarschijnlijk de gastheer van het ebolavirus, dat de dodelijke ziekte Ebola veroorzaakt. Onderzoek heeft aangetoond dat deze soort, net als de hamerkopvleerhond als drager optreedt van dit voor mensen vaak dodelijke virus. Bij drie soorten zijn antilichamen tegen het virus aangetroffen.